# Georgina García Pérez
Georgina García Pérez (ur. 13 maja 1992 w Barcelonie) – hiszpańska tenisistka.

## Kariera tenisowa
W swojej karierze zwyciężyła w dwunastu singlowych i dwudziestu jeden deblowych turniejach rangi ITF. Najwyżej w rankingu WTA Tour w singlu sklasyfikowana była na 124. miejscu (5 listopada 2018) i w deblu na 71. miejscu (3 lutego 2020).

## Finały turniejów WTA
| Legenda                     | Legenda |
| --------------------------- | ------- |
| Wielki Szlem                |         |
| Igrzyska olimpijskie        |         |
| WTA Tour Championships      |         |
| 2009 – 2020                 |         |
| WTA Premier Mandatory       |         |
| WTA Premier 5               |         |
| WTA Premier                 |         |
| WTA International Series    |         |
| WTA 125K series (2012–2020) |         |

### Gra podwójna 3 (1–2)
| Końcowy wynik | Nr | Data           | Turniej   | Nawierzchnia  | Partnerka           | Przeciwniczki                                   | Wynik finału   |
| ------------- | -- | -------------- | --------- | ------------- | ------------------- | ----------------------------------------------- | -------------- |
| Zwyciężczyni  | 1. | 25 lutego 2018 | Budapeszt | Twarda (hala) | Fanny Stollár       | Kirsten Flipkens Johanna Larsson                | 4:6, 6:4, 10–3 |
| Finalistka    | 1. | 4 maja 2018    | Rabat     | Ceglana       | Fanny Stollár       | Anna Blinkowa Raluca Olaru                      | 4:6, 4:6       |
| Finalistka    | 2. | 3 maja 2019    | Rabat     | Ceglana       | Oksana Kalasznikowa | Sara Sorribes Tormo María José Martínez Sánchez | 5:7, 1:6       |

## Finały turniejów WTA 125K series

### Gra podwójna 1 (1–0)
| Końcowy wynik | Nr | Data            | Turniej | Nawierzchnia  | Partnerka           | Przeciwniczki                                | Wynik finału |
| ------------- | -- | --------------- | ------- | ------------- | ------------------- | -------------------------------------------- | ------------ |
| Zwyciężczyni  | 1. | 22 grudnia 2019 | Limoges | Twarda (hala) | Sara Sorribes Tormo | Jekatierina Aleksandrowa Oksana Kalasznikowa | 6:2, 7:6(3)  |

## Wygrane turnieje rangi ITF
| turnieje z pulą nagród 100 000 $ |
| turnieje z pulą nagród 80 000 $  |
| turnieje z pulą nagród 60 000 $  |
| turnieje z pulą nagród 25 000 $  |
| turnieje z pulą nagród 15 000 $  |
| turnieje z pulą nagród 10 000 $  |

### Gra pojedyncza
|     | Data       | Turniej             | ($)    | Naw.   | Finalistka                 | Wynik             |
| 1.  | 20/04/2015 | Ponta Delgada       | 10 000 | twarda | Kelly Versteeg             | 6:2, 6:1          |
| 2.  | 11/05/2015 | Monzón              | 10 000 | twarda | Cristina Sánchez Quintanar | 6:4, 6:2          |
| 3.  | 22/08/2016 | Bük                 | 25 000 | ziemna | Gabriela Pantůčková        | 6:3, 6:0          |
| 4.  | 31/10/2016 | Casablanca          | 10 000 | ziemna | Fatima an-Nabhani          | 6:4, 3:6, 6:2     |
| 5.  | 14/11/2016 | Rabat               | 10 000 | ziemna | Fatima an-Nabhani          | 6:3, 2:6, 6:1     |
| 6.  | 12/02/2017 | Hammamet            | 15 000 | ziemna | Jil Teichmann              | 7:5, 6:2          |
| 7.  | 12/05/2017 | Monzón              | 25 000 | twarda | Marie Bouzková             | 6:1, 6:3          |
| 8.  | 21/05/2017 | La Bisbal d’Empordà | 25 000 | ziemna | Estrella Cabeza Candela    | 6:2, 0:6, 6:4     |
| 9.  | 15/12/2017 | Pune                | 25 000 | twarda | Katy Dunne                 | 6:4, 7:5          |
| 10. | 28/01/2018 | Andrézieux-Bouthéon | 60 000 | twarda | Arantxa Rus                | 6:2, 6:0          |
| 11. | 13/09/2020 | Figueira da Foz     | 25 000 | twarda | Beatriz Haddad Maia        | 6:7(10), 7:5, 6:4 |
| 12. | 04/10/2020 | Porto               | 25 000 | twarda | Francisca Jorge            | 1:6, 6:4, 6:3     |